# Gun Cay
Gun Cay est une petite caye, juste à côté des Cat Cays, appartenant administrativement au district de Bimini aux Bahamas. 
Elle est située au nord de celles-ci et à 210 km à l'ouest de Nassau.
Sa caractéristique la plus importante est la présence d'un phare.